# Oswald Spengler
Oswald Spengler (Blankenburg am Harz, 29 maggio 1880 – Monaco di Baviera, 8 maggio 1936) è stato un filosofo, storico e scrittore tedesco, autore, tra le altre opere, de Il tramonto dell'Occidente.

## Biografia
Oswald Spengler nacque a Blankenburg, una città tedesca ai piedi dei monti Harz. Era il primo di quattro figli e l'unico maschio. La sua  era una tipica famiglia tedesca della piccola borghesia conservatrice. Il padre, in origine un tecnico minerario discendente da una lunga serie di minatori, era un impiegato postale. Durante la sua infanzia Spengler era molto riservato; crescendo, si appassionò alla lettura e cercò conforto nei grandi personaggi della cultura. Era di salute cagionevole e per tutta la vita soffrì di emicranie e di disturbi d'ansia.
All'età di dieci anni la famiglia si trasferì nella città universitaria di Halle. Spengler compì gli studi classici nel locale ginnasio, dove studiò greco, latino, matematica e scienze naturali. Qui nacque la sua passione per l'arte - specialmente per la poesia, il teatro e la musica - e qui entrò in contatto con le idee di Goethe e Nietzsche. Dopo la morte del padre, avvenuta nel 1901, Spengler frequentò varie università (Monaco, Berlino e Halle) come studente privato, seguendo corsi in molte materie: storia, filosofia, matematica, scienze naturali, letteratura, i classici, la musica e belle arti. Nel 1903 fu bocciato all'esame di dottorato (per il quale aveva presentato una tesi su Eraclito) perché non aveva referenze sufficienti, il che gli rendeva impossibile l'inizio di una carriera accademica. Nel 1904 ottenne il dottorato. Nel 1905 ebbe un esaurimento nervoso.
La sua vita non conobbe eventi di particolare rilievo. Insegnò per un breve periodo a Saarbrücken e poi a Düsseldorf. Dal 1908 al 1911 fu insegnante di scienze, storia tedesca e matematica in una scuola superiore scientifico-tecnica (Realgymnasium) di Amburgo. Nel 1911, in seguito alla morte di sua madre, si trasferì a Monaco, dove sarebbe vissuto fino alla morte, nel 1936. Conduceva una vita da studioso solitario, con i mezzi provenienti dalla sua modesta eredità. Si sosteneva economicamente anche impartendo lezioni private o scrivendo per i giornali.
Quando cominciò a lavorare al primo volume de Il tramonto dell'Occidente, l'intenzione era di concentrarsi sulla Germania, ma poi fu profondamente colpito dalla crisi di Agadir e allargò la portata della sua opera. Spengler fu ispirato da un libro di Otto Seeck, Geschichte des Untergangs der antiken Welt (Storia del tramonto del mondo antico). Il libro fu completato nel 1914 ma la pubblicazione fu rimandata per lo scoppio della prima guerra mondiale. Durante la guerra, Spengler visse in condizioni di estrema povertà, perché la sua eredità, investita fuori dall'Europa, era praticamente inutilizzabile.
Dopo la pubblicazione, avvenuta nel 1918, Il tramonto dell'Occidente ebbe un grandissimo successo: l'umiliazione nazionale del trattato di Versailles e poi la depressione economica intorno al 1923, alimentata dall'iperinflazione della Repubblica di Weimar, sembravano dar ragione a Spengler. Per i tedeschi, le tesi de Il tramonto dell'Occidente erano un conforto, perché grazie ad esse il crollo della Germania poteva essere spiegato in modo apparentemente razionale, come parte di processi storici mondiali più ampi. Il libro ebbe un successo enorme anche fuori dalla Germania e fu tradotto in molte lingue. Spengler rifiutò la cattedra di filosofia all'Università di Gottinga per concentrarsi sulla scrittura.
Nel 1928 la rivista TIME pubblicò una recensione del secondo volume de Il tramonto dell'Occidente. Descriveva l'immensa influenza delle idee di Spengler e la controversia che avevano provocato negli anni venti: "Quando il primo volume de Il tramonto dell'Occidente uscì alcuni anni fa, furono vendute migliaia di copie. Il dibattito colto in Europa presto si concentrò sulle tesi di Spengler. Lo spenglerismo sprizzava dalle penne di innumerevoli discepoli. Era imperativo leggere Spengler, simpatizzare o ribellarsi. È ancora così".
Nel 1924, in seguito alle agitazioni politico-sociali e all'inflazione, Spengler entrò in politica nel tentativo di portare al potere il generale del Reichswehr Hans von Seeckt. Il tentativo fallì. Nel 1931 Spengler pubblicò L'Uomo e la tecnica, che metteva in guardia contro i pericoli della tecnologia e dell'industrialismo per la cultura. In particolare puntava il dito contro la tendenza della tecnologia occidentale a diffondersi tra le "razze di colore" nemiche, che poi avrebbero preso le armi contro l'Occidente. L'opera non ebbe una grande eco poiché era anti-industrialista. Essa contiene il famoso aforisma: "L'ottimismo è viltà".
Nel 1932 Spengler non votò per Hindenburg ma per Hitler, anche se lo trovava volgare. Spengler incontrò Hitler nel 1933 e dopo una lunga discussione con lui, disse che la Germania non aveva bisogno di un "tenore eroico" (Heldentenor, tenore drammatico), ma di un "vero eroe" (Held). Spengler fu protagonista di una disputa pubblica con Alfred Rosenberg e il suo pessimismo e le sue osservazioni sul Führer ebbero come risultato l'isolamento e il silenzio. Inoltre rifiutò le offerte di Joseph Goebbels di fare discorsi pubblici. Tuttavia, in quell'anno Spengler diventò membro dell'Accademia di Germania.
Anni della decisione, opera pubblicata nel 1934, fu un bestseller, ma poi fu messo al bando dai nazionalsocialisti per le sue critiche al Nazionalsocialismo. La critica di Spengler al liberalismo fu accolta positivamente dai nazisti, ma Spengler non era d'accordo con la loro ideologia biologica e con l'antisemitismo. Il misticismo razziale aveva un ruolo importante nella sua concezione del mondo, ma Spengler era sempre stato apertamente critico delle teorie razziali pseudoscientifiche professate dai nazisti e da molti altri contemporanei. Pur essendo lui stesso un nazionalista tedesco, Spengler considerava i nazisti troppo tedeschi e non abbastanza occidentali per guidare la lotta contro altri popoli. Il libro metteva anche in guardia contro una futura guerra in cui la civiltà occidentale rischiava di essere distrutta. Anni della decisione fu ampiamente distribuito all'estero prima di essere messo al bando dai nazisti: una recensione della rivista Time raccomandava il libro ai "lettori che amano la scrittura vigorosa", che "saranno contenti di essere accarezzati contropelo dagli aspri aforismi di Spengler" e dalle sue pessimistiche previsioni.
Spengler trascorse i suoi ultimi anni a Monaco, ascoltando Beethoven, leggendo Molière e Shakespeare, comprando molti libri e collezionando antiche armi turche, persiane e indu; talvolta si recava sui Monti Harz o in Italia. Poco prima della sua scomparsa, in una lettera a un amico scrisse, al tempo in cui il suo pensiero si stava, come noto, orientando verso il cristianesimo: "probabilmente il Reich Germanico tra dieci anni non esisterà più". Morì di attacco cardiaco l'8 maggio 1936.
Nonostante l'influenza e la fama internazionale di cui godeva tra le due guerre, la sua opera cadde nell'oblio dopo la Seconda Guerra Mondiale. Una delle ragioni principali per cui Spengler fu ignorato o disprezzato è la sua fiera opposizione alla Repubblica di Weimar. Solo recentemente Spengler è tornato a suscitare interesse. Le sue teorie e predizioni sono ancora tema di dibattito, tra ammiratori e detrattori.

## Il pensiero
Scrisse Il tramonto dell'Occidente (1918-1922, titolo originale Der Untergang des Abendlandes, curato in italiano da Julius Evola nell'edizione del 1957 e, successivamente,  da Rita Calabrese Conte, Margherita Cottone e Furio Jesi nell'edizione nel 1978, che tuttavia mantiene la traduzione di Evola). L'opera, accolta da un enorme successo di pubblico, è un tentativo di compendio di una morfologia della storia universale. In quest'opera Spengler sosteneva che le civiltà attraversano un ciclo naturale di sviluppo, fioritura e decadenza, e che l'Europa, vittima di un angusto materialismo e del caos urbano, si trovava nell'ultimo stadio, l'inverno di un mondo che aveva conosciuto stagioni più fruttuose. Lo sviluppo storico, secondo Spengler, non andava visto nell'ottica illuminista del progresso, ma al pari delle scienze naturali, come lo sviluppo delle grandi civiltà (nascita, apogeo, declino); le società si sviluppano portando in sé valori assoluti, che assumono invece un carattere relativo al di fuori. È proprio il decadimento di questi valori all'origine del declino occidentale. L'Europa, a meno di riuscire a purificarsi e ripristinare i propri valori spirituali e il ceppo originario, sarebbe caduta preda di politiche selvagge e di guerre di annientamento.
Il libro fu molto criticato, perfino da chi non l'aveva letto. Gli storici erano infastiditi dal tentativo amatoriale di un autore inesperto e dal suo approccio non scientifico. Thomas Mann disse che leggere il libro di Spengler era come leggere Arthur Schopenhauer per la prima volta. Gli accademici non reagirono tutti nello stesso modo. Max Weber disse che Spengler era un "dilettante molto ingegnoso e colto", mentre Karl Popper bollò le sue tesi come "futili". Il grande storico dell'antichità Eduard Meyer aveva un'alta opinione di Spengler, sebbene lo criticasse anche. L'oscurità, l'intuizionismo e il misticismo di Spengler erano facilmente criticabili, specialmente per i positivisti e i neo-kantiani che non negavano il significato della storia. Il critico ed esteta conte Harry Kessler lo considerava non originale e piuttosto inconsistente, specialmente il suo saggio su Nietzsche. Ludwig Wittgenstein, però, condivideva il pessimismo culturale di Spengler.
Nel secondo volume, pubblicato nel 1920, Spengler sosteneva che il socialismo tedesco era diverso dal marxismo e che era in effetti compatibile con il tradizionale conservatorismo tedesco.
Spengler fu influenzato da Johann Wolfgang von Goethe, da Wilhelm Dilthey, da Friedrich Nietzsche (in particolare dalla sua teoria dell'Eterno ritorno) e dal pensiero greco. Spengler intende la storia come un costante processo di decadimento anziché come evoluzione progressiva. In alcuni suoi scritti di carattere politico (Prussianesimo e socialismo, Ricostruzione dello Stato tedesco ecc.), Spengler fu fautore di uno Stato fortemente autoritario, in parte vicino a quello preconizzato dai nazisti. Mussolini fu profondamente ispirato da Spengler. Il pensiero di Spengler fu in parte ripreso da Alexandre Deulofeu.
Nel saggio Untergang des Abendlandes sostiene la tesi che non esistano culture, filosofie, scienze, morali universali, valide sempre e dovunque, ma che ogni disciplina e ogni aspetto culturale siano indispensabili nel contesto a cui appartengono. Quello che teme Spengler, oltre alla crisi della spiritualità e della religiosità, sono le nuove forme politiche nascenti, come la democrazia e il socialismo, che alterano i rapporti "naturali", o piuttosto tradizionali, di potere.
Sull'ineluttabile tramonto della cultura occidentale Spengler affermò:
(Untergang des Abendlandes, II, pag. 630)

## Opere

### Opere principali
- Der Untergang des Abendlandes. Umrisse einer Morphologie der Weltgeschichte, 2 voll., Wien (1918) e München (1922); tr. it. Spengler, Il tramonto dell'Occidente. Lineamenti di una morfologia della Storia mondiale, introduzione di S. Zecchi e traduzione di J. Evola (Longanesi 1957, poi Guanda 1991, Longanesi 2008 a cura di Rita Calabrese Conte, Margherita Cottone, Furio Jesi; poi in 2 voll. [prima edizione integrale italiana]: vol. 1; parte: Forma e realtà, a cura di Giuseppe Raciti, Torino, Aragno, 2017; vol. 2: Prospettive di storia universale, a cura di Giuseppe Raciti, Torino, Aragno, 2019.
- Preußentum und Sozialismus, München (1919); tr. it. Spengler, Prussianesimo e socialismo, tr. di C. Sandrelli, Padova, Edizioni di AR (1994).
- Der Mensch und die Technik. Beitrag zu einer Philosophie des Lebens, München (1931); tr. it. Spengler, L'uomo e la tecnica. Contributo a una filosofia della vita, introduzione di S. Zecchi e traduzione di G. Gurisatti, Parma, Guanda (1992); poi a cura di Giuseppe Raciti e traduzione di Angelo Treves, Torino, Aragno, 2016.
- Jahre der Entscheidung. Erster Teil. Deutschland und die weltgeschichtliche Entwicklung, München (1933); tr. it. Spengler, Anni della decisione, a cura di Beniamino Tartarini, Firenze, Editrice Clinamen (2010).

### Opere pubblicate postume
- Urfragen. Fragmente aus dem Nachlaß, a cura di Anton Mirko Koktanek in collaborazione con Manfred Schröter, München 1965; tr. it. Spengler, Urfragen. Essere umano e destino. Frammenti e aforismi di Oswald Spengler, tr. di F. Causarano, Milano 1971.
- Frühzeit der Weltgeschichte. Fragmente aus dem Nachlaß, a cura di Anton Mirko Koktanek in collaborazione con Manfred Schröter, München 1966; tr. it. Spengler, Albori della storia mondiale. Frammenti dal lascito manoscritto, 2 voll., tr. di C. Sandrelli, Padova 1996.

Antologia:
Scritti e Pensieri di Oswald Spengler -ed. a cura di Marcello Veneziani; Carnago, SugarCo, 1993.